# 马来西亚售卖林梦诽谤案
马来西亚售卖林梦诽谤案是马来西亚第四任首相马哈迪·莫哈末与英文周刊《远东经济评论》于1987年至1991年进行的法律诉讼案件。该诉讼和《远东经济评论》报道马来西亚政府欲出售林梦给汶莱的文章有关。双方于1991年3月在庭外达致和解，并以该杂志答应刊登道歉启事和付五万元堂费为终。

## 起诉
1987年8月11日，时任马来西亚首相马哈迪·莫哈末以首相的个人身份，通过律政司起诉《远东经济评论》及其编辑，指对方诽谤，要求赔偿损失。《运东经济评论》在该年5月20日出版的一期杂志中报道马来西亚政府欲出售林梦给汶莱的文章。该报道指马哈迪在该年3月间访问汶莱两天的主要原因是谈商是否可能把属於毗邻的马来西亚州属砂拉越的一大片森林地区售卖给汶莱，该片土地目前把如弹丸的汶莱领土分成两半。该地就是林梦，它占了砂拉越人口稀少的八千平方公里第五省面积的一半。林梦是在20世纪初，从汶莱苏丹国分割出来的。该报道说，如果该项土地交易成功（所提价格由60亿美元开始）则汶莱的领土将近加倍。
马哈迪在其诉状中说，1987年5月21日该杂志在其第十一页的“情报栏”内刊登关于他作为首相的文字，其标题为“砂拉越的买卖？”（Sarawak sale?）诉状说，上述文字其普通及自然的意思，是指责起诉人：
1. 参与一项违宪及秘密的做法，企图将砂拉越的部份土地售卖给汶莱
2. 起诉人为达致此目标，参与一项决定，就访问汶莱用意的事讲假话
3. 起诉人不适合担任马来西亚首相

## 庭外和解
1991年3月8日，马哈迪与《远东经济评论》双方在庭外达致和解，辩方同意在下一期的杂志刊登收回及道歉的启事，同时付五万元堂费。3月9日，马哈迪发表谈话说，由于他已经在起诉《远东经济评论》的事件中，达到他的目的，寻找出真相，因此答应和该杂志庭外和解。